# Ardisia tinctoria
Ardisia tinctoria är en viveväxtart som beskrevs av Pitard. Ardisia tinctoria ingår i släktet Ardisia och familjen viveväxter. Inga underarter finns listade i Catalogue of Life.